# League of Legends
League of Legends – poznata kao LoL – je videoigra koju je razvio i objavio »Riot Games« za Microsoft Windows i macOS. Inspirirana je Warcraft III: The Frozen Throne modom Defense of the Ancients. Igra je besplatna, a prihod ostvaruje mikrotransakcijama. U samoj igri, igrači preuzimaju ulogu šampiona s jedinstvenim sposobnostima i moćima, koji se kao tim bore jedni protiv drugih – ili protiv računalno kontroliranih šampiona (botova). Cilj igre je uništiti »Nexus« protivničkog tima, koji se nalazi u srcu protivničke baze, i zaštičen je raznim strukturama koje se moraju uništiti.
Postoje i drugi načini igre, drukčijih ciljeva, pravila, i izgleda. Svaka pojedinačna igra je jedinstvena: svi championi su na početku slabi, a kroz tijek igre sakupljaju iskustvo i zlatnike, kojim kupuju predmete koji ih čine snažnijima. Championi spadaju u mnoštvo klasa i obnašaju razne uloge. Umjetnički su zamišljeni kao spoj raznih fantastičnih elemenata, poput srednjovjekovnog mačevanja, magije, steampunka, horora i drugih. Iako priča nije dio igrivih elemenata, različiti  championi upotpunjuju velik i nedovršen fikcijski svijet naziva Runeterra, koji Riot Games ažurira svaka dva tjedna i upotpunjuje kroz priče, stripove, video-animacije i knjige.

## Igra
Igra se sastoji od dva načina igre, koji su nazvani po dvije različite mape na kojima se igra odvija:
Summoner's Rift (SR) je mapa koju igra većina igrača. Mapa se sastoji od tri puta (lane), između kojih je džungla (jungle). Svaki tim sastavljen je od pet igrača, od kojih svaki ima dodijeljenu ulogu (role) koju obnaša tijekom igre. Championi se odabiru po volji. Mečevi na ovoj mapi mogu trajati od najmanje 15 minuta, do oko 40 minuta, a ponekad i duže. Najduže zabilježeno trajanje neslužbenog (soloqueue; soloQ) meča je 2 sata, 42 minute i 28 sekundi. Na ovoj se mapi također igraju natjecanja i ostali službeni događaji. Najduži službeni meč odigran je 2013. godine (Hong Kong Attitude protiv AHQ eSports Club), i trajao je 91 minutu i 23 sekunde. Ovo je najigranija mapa u igri jer se na njoj igra SoloQ. To je kompetitivni game mod koji radi na principu MMR-a. Ovisno o tome koliko je neki igrač dobar, bit će pridružen s igračima slične razine igranja.
Howling Abyss (HA) je manja mapa, na kojoj su također dva tima, svaki s po pet igrača. Mapa se proteže samo u jednom smjeru, i predstavlja most, na kojem su se u stara vremena odvijale važne bitke. Mečevi traju u prosjeku 20-ak minuta. Način igre na ovoj mapi naziva se ARAM (All Random, All Mid). Championi se nasumično dodjeljuju igračima.
Butcher's Bridge je zamjena za Howling Abyss tijekom posebnih događanja. Vizualno su slični, i način igre je isti.
Cilj igre je uništiti "Nexus" protivničkog tima, koji se nalazi u srcu protivničke baze, i zaštićen je raznim strukturama (structures) koje se moraju uništiti prije samog Nexusa.
U igri je trenutno više od 148 različitih championa (od siječnja 2020.), s jedinstvenim sposobnostima i drugačijim stilom igranja.
Načini odabira championa:
- Blind Pick (samo SR) – svaki igrač bira svog championa, neovisno o drugima. Nema ban faze prije odabira. Može se dogoditi da su dva ista championa u igri (ali moraju biti na protivničkim stranama). Ako dva ista championa igraju direktno jedan protiv drugoga (u istom laneu) to se naziva mirror matchup. S obzirom na to da nema odabira uloga, često je poželjno u chat napisati koju ulogu želimo igrati (po principu tko prvi…) prije samog odabira.
- Draft Pick (samo SR) – svaki igrač odabire primarnu i sekundarnu ulogu (ne klasu) koju želi igrati (ili odabire Fill, što znači da je voljan igrati štogod). Svaki igrač odmah zna koju je ulogu dobio. Prije same selekcije championa počinje ban faza: svaki igrač odabire najviše jednog championa kojeg ne želi vidjeti u ovom matchu (champion je banned, i nijedan igrač ga ne može odabrati). Prvi igrač plave strane bira svog championa, zatim 1. i 2. crvene, pa 2. i 3. plave, i tako dalje. Ako je champion odabran, nitko (osim igrača koji ga je odabrao) ne može igrati istog championa – nema mirror matchupa.
- Random Pick (ARAM, URF) – championi se nasumično dodjeljuju, svaki igrač ima po dva rerolla, kojima nasumično dobiva novog championa, a njegov prijašnji champion odlazi na klupu, odakle ga mogu uzeti ostali igrači u tom timu. Moguće je imati mirror matchup.
- Tournament Pick (slobodan odabir mape, obično SR) – način selekcije u profesionalnim igrama: svaka strana bana po jednog championa naizmjence, počevši od plave (dok ih ukupno ne bude po 3 na svakoj strani). Zatim prvi igrač plave strane bira svog championa, zatim 1. i 2. crvene, pa 2. i 3. plave, 3. crvene, pa ponovno svaka strana bana po jednog championa naizmjence počevši od crvene strane (maks. 2 na svakoj strani – ukupno 5 banova na svakoj strani). Zatim crveni nastavljaju 4. odabirom, pa 4. i 5. plave, i naposljetku 5. crvene.

Prije same igre moramo odabrati i rune s kojima ćemo igrati.

### Rune
Rune dodaju ili poboljšavaju championove sposobnosti, ili dodaju zanimljive nove mehanike u samu igru. Rune se grupiraju u tzv. stranicu (rune page) koju igrač radi prije samog igranja. Svaka stranica sastoji se od jedne glavne rune (keystone) i točno pet sporednih (secondary) runa. Stranice se mogu uređivati i mijenjati isključivo dok igra ne traje (prije ulaska u odabir championa, ili tijekom samog odabira).
Rune se dijele u pet puteva:
- Precision (žuto) – poboljšani napadi i trajna šteta.
- Domination (crveno) – Rafalna šteta i pristup metama.
- Sorcery (plavo) – nadogradnja sposobnosti i manipulacija resursima.
- Resolve (zeleno) – izdržljivost i crowd control.
- Inspiration (plavo-zeleno) – kreativni alati i manipulacija pravilima.

### Minioni
U zadanim intervalima (počevši od 1:05, svakih 30 sekundi) u svakoj bazi stvara se 6 ili 7 miniona po laneu. Oni marširaju prema protivničkoj bazi, i napadaju protivničke minione. Ako je champion u blizini protivničkog miniona u trenutku njegove smrti, dobit će iskustvo (exp – experience points). Ako sam champion pogodi miniona, i tim ga pogotkom ubije (last-hit), također će dobiti određenu količinu zlatnika (gold). Skupina miniona naziva se val (minion wave), a last-hitting u svrhe dobivanja zlatnika naziva se farming.
Postoje četiri vrste miniona:
| Ime                                  | Napomene | Zlato                                | Iskustvo                                            |
| ------------------------------------ | --- | ------------------------------------ | --------------------------------------------------- |
| Melee minion                         | – Isključivo napada iz blizine (melee). – Prva tri miniona svakog vala. | 21g                                  | 60.45 – 75.4                                        |
| Caster minion                        | – Isključivo napada iz daljine (ranged). – Posljednja tri miniona svakog vala. | 14g                                  | 29.76 – 37.12                                       |
| Siege minion (također Cannon minion) | – Prvih 15 minuta po jedan u svakom trećem valu – Od 15 minuta, po jedan u svakom drugom valu – Od 25 minuta, po jedan u svakom valu | 60g (+3 svakih 90 sek. – maks. 90g)  | 93 (solo) ili 116 (ako je više championa u blizini) |
| Super minion                         | – Stvaraju se umjesto Siege miniona u jednom laneu samo ako je inhibitor tog lanea srušen. – Ako su srušena sva tri inhibitora (po jedan za svaki lane), stvaraju se po dva miniona te vrste u svakom laneu. – Stvaraju se na početku vala | 60g (+3 svakih 90 sek. do maks. 90g) | 93 (solo) ili 116 (ako je više championa u blizini) |

Minioni su glavni izvor zlatnika. Zlatnici se još dobivaju i ubijanjem championa protivničkog tima (kill gold).
Minioni također postaju jači kroz levele odn. imaju više HP (hit points), daju više iskustva, brže se kreću i imaju malo jače napade. Minionu se u trenutku stvaranja u bazi dodjeljuje level jednak prosječnom levelu svih championa istog tima.

### Strukture
Strukture su nepomični objekti unutar igre.
Svaki lane ima 3 tornja (tower ili turret), i jedan inhibitor pred bazom protivničkog tima. U samoj bazi je Nexus, koji štite još dva turreta.
Strukture se ne mogu oštetiti abilityjima, već samo običnim napadima (basic attack ili auto-attack – skraćeno AA). Abilityji koji modificiraju auto-attack, i kupljeni itemi s efektima pri udaru (on-hit effects) u pravilu rade na strukturama.
- Nexus – po jedan Nexus nalazi se u središtu svake baze. Nexus je neuništiv dok stoji ijedan Nexus turret.
- Nexus turret – po dva Nexus turreta čuvaju Nexus.
- Inhibitor – Na ulazu u svaki lane nalazi se po jedan inhibitor za svaki tim. Inhibitor ne napada suparnike, ali ga je potrebno uništiti. Nexus turreti su neuništivi dok nije uništen bar jedan inhibitor. Inhibitori se samo-popravljaju nakon što padnu, za što im treba 5 minuta. Dok je inhibitor srušen, u tom se laneu stvaraju protivnički super-minioni, ojačane verzije cannon-miniona. Ako su sva tri inhibitora pala, svaki val protivničkih miniona ima dva super-miniona umjesto jednog.
- Inhibitor turret – Po jedan inhibitor turret štiti svaki inhibitor. Inhibitor je neuništiv dok njegov turret stoji.
- Inner turret – Po dva na svakom laneu (po jedan za svaki tim). Na slici plave i crvene točkice na sredini svakog lanea (između baze i rijeke) Inhibitor turret je neuništiv dok inner turret tog lanea stoji.
- Outer turret – Po dva na svakom laneu (po jedan za svaki tim). Na slici plave i crvene točkice odmah uz crnu crtu. Inner turret je neuništiv dok outer turret tog lanea stoji.

#### Prioritizacija meta
Svi toweri (turreti) napadaju bilo kojeg protivnika u krugu od 775 jedinica (tower range) oko sebe. Prioritizacija meta (ako su ih je više unutar 775 jedinica) je kako slijedi:
1. Najbliža neprijateljska zamka (Shaco W)
2. Najbliža neprijateljska životinja ili stvoreni objekt (Annie R, Heimerdinger Q...)
3. Nasumični protivnički Siege minion ili Super minion
4. Mist Walkers (Yorick P)
5. Nasumični protivnički Melee minion
6. Nasumični protivnički Caster minion
7. Maiden of the Mist (Yorick R)
8. Neprijateljski champion najbliži toweru

Turret obično napada prvu metu koja uđe u range, i ne mijenja metu dok god:
- sadašnja meta ne umre
- meta ne napusti domet turreta (775 jedinica)
- sadašnju metu više ne bude moguće naciljati (uz pomoć sposobnosti poput Bard R, ili itema poput Zhonya's Hourglass).

što god se od gore navedenog prvo dogodi. Sljedeća meta se ponovno odabire prema listi prioritizacije iznad.
Jedini događaj u kojem turret mijenja metu iako nije ostvaren jedan od tri uvjeta iznad je ako neprijateljski champion unutar 1400 jedinica od towera napadne svog protivnika, tada tower prestaje gađati štogod je do sada gađao, i mijenja metu na neprijateljskog championa. Napad može doći iz bilo kojeg izvora (npr. napad životinje koja pripada neprijatelju uzrokovat će tower da prebaci metu na championa kome životinja pripada). Napad mora raditi damage kako bi se meta promijenila, sposobnosti koje ne rade damage neće uzrokovati promjenu mete (Karthus W). Ako je napad blokiran (npr. spell shieldom) ali bi uzrokovao damage da nije bio blokiran, turret će i dalje promijeniti metu. Zamke koje ne rade damage odmah (Jhin W) turret će ignorirati.
Svi toweri imaju fiksnu brzinu napada (attack speed) koja iznosi 0.833 napada/s.
Za metu koju tower trenutno napada kaže se da ima tower aggro (agresiju tornja). Aggro se može resetirati ili poništiti (aggro drop) određenim sposobnostima ili itemima (Bard R, Zhonya's Hourglass, Ohmwrecker, Elise W,…), ili izlaskom iz tower rangea.
Napadi towera (tower shot) ne mogu se izbjeći kretanjam u drugom smjeru ni izlaskom iz rangea (ako je napad već u zraku), ali mogu se "zanemariti" ili poništiti itemima i sposobnostima koji uzrokuju aggro drop.
Svaki tower shot jači je od prethodnog za 40% (do maks. 120%).

### Sposobnosti
Svaki champion ima četiri sposobnosti (abilities), označenih slovima Q, W, E, R, i obično jednu, jedinstvenu, pasivnu sposobnost (passive, P). Nakon što sakupi dovoljno exp-a, prelazi na novu razinu (level-up). Svakim levelom (njih najviše 18) može osnažiti jednu od svojih sposobnosti (staviti point u nju). Svi championi počinju na levelu 1 (na ARAM-u počinju na levelu 3). Zadnja sposobnost – R (ultimate) često je najjača u arsenalu, i ne može se nadograditi prije levela 6, 11 i 16. Svaka sposobnost također ima vrijeme hlađenja (cooldown) nakon uporabe, tijekom kojeg se ne može ponovno upotrijebiti. Većina championa također ima resurs (često mana) koji troši za bacanje (casting) abilityja.
Ciljanje:
- Automatsko (auto-targeted) – Quinn P, Karthus R, Kennen W i R, Swain P, Morgana R…
- Ciljanje na tlo (ground-tagreted, kolokvijalno Area of Effect – AoE) – Brand W, Cassiopeia Q, Morgana W,…
- Ciljanje na sebi (self-targeted) – Nautilus W, Nasus R, Renekton R, Singed P, Q i R,…
- Ciljanje u smjeru (direction-targeted, kolokvijalno skillshot) – Lux Q, W i R, Neeko W i E, Morgana Q,…
- Ciljanje na drugoga (unit-targeted) – Zilean E i R, Nasus W, Nami W i E, Morgana E,…

### Uloge
Top – po jedan igrač iz svakog tima odlazi na gornji dio mape (toplane). Obično se na toj poziciji igraju Fighteri ili Tankovi
Jungler – najutjecajnija uloga u igri, jer može utjecati na svakog od svojih suigrača. Po jedan igrač iz svakog tima luta džunglom između puteva (laneova). Ponekad dolazi u lane i osigurava nadmoć svojeg suigrača ako je laner pod pritiskom ili napadom. Zaslužan za osiguravanje neutralnih pojačanja (buffova) za svoj tim.
Mid – po jedan igrač iz svakog tima odlazi na srednji dio mape (midlane). Duljinom najkraći, ali i najizloženiji pritisku protivnika (otvoren je s gornje i donje strane, pa mora stalno biti na oprezu). Obično se na toj poziciji igraju Mageovi ili Slayeri.
Marksman (također Attack Damage Carry – ADC) – na donjem dijelu mape (botlane). Svi Marksmani napadaju iz daljine (ranged). Rade najveći damage, ali nemaju ni puno alata za preživljavanje (kolokvijalno stakleni top – glass cannon)
Support – podrška Marksmanu, također se igra na botlaneu. Osigurava da je Marksman siguran od prijetnji (peeling), liječi ga i/ili ojačava njegove napade. Većinom Controlleri ili Tankovi
Izvor:

### Klase
- Controller – defenzivni casteri (napadi iz daljine, služe se magijom). Štite svoje suigrače i osiguravaju im prilike za napad na protivnike (engage)
  - Enchanter – pojačavaju efektivnost suigrača i štite ih od prijetnji. Veoma krhki, najefektivniji u grupi s ostatkom tima (Janna, Sona, Soraka, Nami)
  - Catcher – onesposobljuju protivnike ili kontroliraju određeno područje. (Blitzcrank, Morgana, Zyra, Jhin)
- Fighter – izdržljivi, napadaju iz blizine (melee). Cilj im je napraviti što veću štetu, često su u sredini sukoba.
  - Juggernaut – efektivni u bliskoj borbi (melee). Mogu primiti i zadati teške udarce. Imaju problema s dostizanjem meta, nisu pokretni. (Darius, Mordekaiser, Volibear)
  - Diver – efektivni u bliskoj borbi (melee). Pokretljiviji od Juggernauta, odlični u izoliranju meta. (Hecarim, Jarvan IV, Vi)
- Mage (također Ability Power Carry – APC) – koriste magiju koju bacaju iz daljine, kako bi onesposobili ili oštetili protivnike
  - Burst mage – ispucavaju sav damage odjednom, prije no što meta može reagirati. Imaju problema s ubijanjem Tankova i pokretnih protivnika. (Syndra, Annie, Brand, Veigar)
  - Battle mage (ponegdje naziv Warlock) – u sredini bitke, slabe opoziciju s vremenom. Imaju značajne samo-defenzivne sposobnosti. (Swain, Rumble, Vladimir)
  - Artillery mage – gospodari borbe iz daljine, ubijaju neprijatelje prije no što dođu do njih. Nisu mobilni, i jako su krhki, ako napadač uspije doći do njih. (Xerath, Lux, Jayce)
- Marksman (također Attack Damage Carry - ADC) – iznimno krhki, oslanjaju se na ostatak tima za preživljavanje (osobito na Supporta).
- Slayer – krhki ali pokretni duelisti s fokusom na brzo i efikasno uklanjanje najveće prijetnje
  - Assassin – jako pokretni ali krhki. Ulaze u neprijateljske linije, eliminiraju metu najvećeg prioriteta, i bježe. (Fizz, Zed, Akali)
  - Skirmisher (ponegdje naziv Duelist) – iznimno močni napadi, situacijske obrambene sposobnosti. (Fiora, Jax, Yasuo)
- Tank – mogu primiti značajne količine damagea bez da umru. Dobri su u disrupciji neprijateljskog tima.
  - Vanguard – Ofenzivni tenkovi. Odlični u započinjanju borbi, pogotovo ako je netko van pozicije. (Amumu, Maokai, Sejuani)
  - Warden – Defenzivni tenkovi. Čuvaju suigraće od napada, i omogućuju im da rade ono što trebaju, bez prijetnje. (Braum, Shen, Leona, Nautilus, Rammus)
- Specialist – Svi koji ne spadaju u opise iznad (Azir, Fiddlesticks, Teemo, Zilean, Quinn, Gangplank,…).

Izvor:

### Kompozicije timova
- Wombo-combo (npr. Malphite, Wukong, Yasuo, Sivir, Rakan) – pobjeđuju grupiranjem i borbom kao tim. Slažu CC i drže neprijatelje na mjestu, dok AoE sposobnostima rade što više štete mogu. Najpotentniji u uskim dijelovima mape bez opcija za bijeg. Ovisni o ultimate sposobnostima.
Nadjačavaju ih championi napravljeni za prekidanje borbe (disengage) (Nami, Janna), 1-3-1 kompozicije i poke kompozicije.
- Poke kompozicija (npr. Jayce, Taliyah, Lux/Zoe, Ezreal, Neeko/Brand) – glavni cilj im je malo po malo smanjivati HP protivnicima (eng. poke – bockanje). Pobjeđuju odgađanjem borbe i slabljenjem protivnika prije nego borba počne. Ovise o dobrom gađanju skillshota. Nemaju tenkvoe, pa gube ako su uhvaćeni van pozicije, ili ako neprijatelji imaju opcije za engage ili wombo-combo.
Nadjačavaju ih tenkovi (Sion, Maphite), catcheri (Blitzcrank, Zyra, Morgana), pick kompozicije i Wombo-combo kompozicije.
- Protect the Carry kompozicija (npr. Dr. Mundo, Warwick, Orianna, Twitch, Lulu) – svi članovi tima štite i ojačavaju jednog ili dva nositelja borbe (carry). Cijeli tim ovisi o jednoj osobi, ako carry ne zna što radi, ili napravi fatalnu pogrešku, tim automatski gubi okršaj. Ako uspiju održati carryja živim, eventualno on postaje nezaustavljiva mašina za pobjedu.
Nadjačavaju ih disengage championi (Nautilus, Poppy), pick kompozicija, ili early-game championi koji mogu završiti igru u kratkom vremenu, prije no što carry postane releventan.
- Pick kompozicija (npr. Maokai, Nocturne, Malzahar, Ashe, Blitzcrank) – fokus na izoliranju jedne važne mete koja je van pozicije, čijom eliminacijom značajno slabe neprijateljski tim prije važne borbe.
Nadjačavaju ih championi s counter-engage alatima (okreću borbu u svoju korist, iako ju nisu započeli) (npr. Lissandra, Alistar), poke kompozicije (osobito ADC Ezreal), grupiranje, engage.
- Split-push kompozicija (npr. Jax, Sejuani, Ahri, Caitlyn, Janna) – većina tima je grupirana na midlaneu, dok jedan odlazi na drugi kraj mape (top ili bot) stvarati pritisak (split-push). Neprijatelji se moraju podijeliti i odgovoriti na prijetnju splitpushera na drugom kraju mape (moraju poslati više od jedne osobe jer će splitpusher jamačno pobijediti jedan-na-jedan borbu – često pripadaju klasi Skirmisher), ili gube turrete ili cijelu bazu. Istovremeno, ostatak tima će jamačno pobijediti u svojoj borbi jer protivnički tim ima brojčani nedostatak.
Nadjačavaju ih engage kompozicije ili dive kompozicije, te championi poput Jaycea ili Vi.
- Engage kompozicija (npr. Renekton, Amumu, Lissandra, Lucian/Sivir, Alistar) – odlični u započinjanju borbi prije nego neprijatelji stignu reagirati. Ovisni o dobroj međusobnoj komunikaciji, svi moraju raditi prema istome cilju. Također je potrebna stalna svijest o položaju neprijatelja na mapi (map awareness). Svi članovi moraju biti prisutni kako bi pobijedili. Također, ponekad je važno biti suptilan: Ako neprijatelj zna što se sprema, može poduzeti korake da to izbjegne.
Nadjačavaju ih championi napravljeni za prekidanje borbe (disengage) (Janna, Syndra), poke kompozicije i counter-enange kompozicije.
- Dive kompozicija (ponekad se naziva Siege kompozicija) (npr. Malphite, Kayn/Elise, LeBlanc, Xayah, Alistar) – odlični u borbama, mogu ubiti neprijatelje koji su pod zaštitiom turreta (ubijanje pod towerom se naziva diving). Vrlo mobilni (LeBlanc W, Malphite R) ili mogu resetirati tower aggro (Kayn R, Elise W, Xayah R). Pri započinjanju divea, prvi ide tenk, koji upija damage towera, dok ostatak tima ubija protivnike. Ne moraju uvijek diveati neprijatelje, već mogu prijetiti dive agresivnim pozicioniranjem, i polako ubijati sam turret (siege je "opsjedanje" turreta).
Nadjačavaju ih tenkovi (koji nisu laki za ubiti), championi koji mogu okrenuti dive i spriječiti champione da izađu iz tower rangea (Neeko R, Soraka E, Poppy), split-push i poke kompozicije.
- 1-3-1 kompozicija (npr. Shen, Rumble, Fizz, Caitlyn, Karma) – više manje ista kao Split-push kompozicija iznad, uz glavnu razliku što su u timu dva splitpushera: 1 odlazi na top, 3 ostaju mid, i 1 odlazi na bot, odakle i sam naziv kompozicije. Ako splitpusheri vide da im se ostatak tima muči u borbi, poželjno je da imaju način pridruživanja borbi izdaleka (tzv. globalna prisutnost – global pressure – npr. Shen R, Galio R, summoner Teleport). 1-3-1 kompozicija forsira neprijatelje da brzo misle i planiraju svaki potez.
Nadjačavaju ih engage kompozicije i dive kompozicije, championi u protivničkom timu koji mogu splitpushati ako treba, i poželjno imaju globalnu prisutnost (Twisted Fate R, Pantheon R).
- AoE kompozicija (npr. Rumble, Amumu, Cassiopeia, Jinx, Brand) – nazvi dobila po sposobnostima koje mogu istovremeo utjecati na više članova tima. Veoma jednostavna za izvođenje: suigrači trebaju ostati grupirani, i iskoristiti sve što imaju u borbama kako bi jamačno pobijedili. Najpotentniji u uskim dijelovima mape bez opcija za bijeg. Jako važn komunikacija sa suigračima.
Nadjačavaju ih split-push kompozicije, pick kompozicije, i championi koji imaju neku vrstu zaštite tima ili sebe (Yasuo W, Xayah R, Janna R, Zilean R).
- Counter-engage kompozicija (npr. Illaoi, Kindred, Karthus, Xayah, Zyra) – direktna suprotnost (counter) engage kompoziciji. Čekaju da neprijatelj započne borbu (engage), i onda okreću sukob u svoju korist.
Nadjačavaju ih splitpusheri (Jax, Fiora, Yorick, Nasus), poke kompozicije, i championi s displacement abilityjima (Poppy R, Alistar W, Taliyah W).

Izvori:

### Itemizacija
U srcu svake baze nalazi se fontana (fountain). U njoj se championima naglo vraća (regenerira) HP i mana. Ako umru, championi će se nakon isteka određenog vremena (koje se povećava što igra duže traje) ponovno stvoriti (respawn) u fontani. Dok je champion mrtav, ekran će izgubiti boju, i sve će se prikazivati u tonovima sive. Za to je vrijeme nemoguće bacati abilityje, koristiti summoner spellove ni aktivirati aktivne komponente većine itema (postoje iznimke).
Samo u fontani mogu kupovati stvari (iteme) koji će ih učiniti jačima (jedina iznimka je Ornn, koji može kupovati van fontane). Itemi koštaju određenu količinu zlatnika (gold). Kupnja je moguća čak i ako je champion mrtav.
Svaki champion ima sljedeće promjenjive vrijednosti (stats):
- Ofenzivni: 
  - Attack damage (AD) – količina fizičke štete (physical damage) koja će biti nanesena championovu zdravlju (HP) jednim običnim napadom (auto-attack), ako meta ima 0 armora;
  - Attack speed (AS) – brzina auto-attack napada, u broju napada po sekundi. Obično ne prelazi 2.5 napada u sekundi (ako champion nema runu Lethal tempo);
  - Ability Power (AP) – pojačava snagu magičnih napada;
  - Armor penetration (Armor pen) – negira određenu količinu armora (u brojkama – [flat armor pen., također Lethality] ili postotku);
  - Magic penetration (Magic pen) – negira određenu količinu magic resista (u brojkama – flat magic pen. ili postotku);
  - Critical strike chance (Crit chance ili samo Crit) – postotna šansa da jedan auto-attack napad radi veći (obično dvostruko veći) damage;
  - Life steal – koliki postotak fizičke štete koji champion uradi dobiva natrag kao HP. (Npr. ako meta primi 100 damagea, a napadač ima 20% life steala, dobit će 20 HP natrag, ako nije na 100% HP-a);
  - Spell vamp - koliki postotak magične štete koji champion uradi dobiva natrag kao HP.
- Defenzivni:
  - Health (HP) – koliko hit pointsa champion ima. Ako taj broj primanjem damagea padne na nulu, champion umire;
  - Health regeneration (HP5) – koliko HP-a champion pasivno dobije (ako nije na 100% HP-a) unutar 5 sekundi;
  - Armor – postotak fizičke štete (physical damage) koji se negira, prema formuli: {\textstyle {\text{originalna količina damagea}}\times {\begin{cases}{\frac {100}{100+armor}}{\text{ ako je armor}}\geq 0{\text{, inače}}\\2-{\frac {100}{100-armor}}\end{cases}}}
  - Magic resist (MR) – postotak magične štete (magic damage) koji se negira, prema formuli: {\displaystyle {\text{originalna količina damagea}}\times {\begin{cases}{\frac {100}{100+MR}}{\text{ ako je MR}}\geq 0{\text{, inače}}\\2-{\frac {100}{100-MR}}\end{cases}}}
  - Tenacity (također Crowd Control Reduction – CCR) – postotak za koji se smanjuje trajanje CC efekata (stun, root, slow, blind, taunt,...). Trajanje ne može pasti ispod 0.5 sekundi, neovisno o količini tenacityja. Ne primjenjuje se na suppression, stasis i displacement efekte. Računa se u trenutku primjene efekta.
  - Slow resist – postotak za koji se smanjuje trajanje slow CC efekata koji su već primijenjeni na meti.
  - Heal and shield power – postotno pojačanje snage heal i shield efekata (koji vraćaju ili privremeno dodaju HP). Primjenjuje se samo na efekte koje bacamo na sebe ili na druge, ali ne na efekte koje drugi primijene na nas. Primjenjuje se na Death's Dance, Hextech Gunblade, Ravenous Hunter i Elixir of Wrath, ali ne primjenjuje se na HP5, life steal, spell vamp ni bonus HP koji pruža Elixir of Iron.[12]
- Korisni (utility):
  - Cooldown reduction (CDR) – postotno smanjenje cooldowna abilityja (vremena koje je potrebno pričekati prije ponovnog korištenja određenog abilityja). Statistika se dodaje aditivno, do najviše 40% (iznimno 45% uz runu Cosmic Insight). CDR se ne primjenjuje na statične (static) cooldown, cooldowne po meti (Jarvan IV P, Yasuo E, Udyr E, Talon E, Zed P, Sylas R,…), ni na cooldown pojedinih runa;
  - Mana – količina resursa kojeg champion koristi za bacanje (casting) abilityja;
  - Mana regeneration (Mana5) – Koliko mane champion pasivno dobije (ako nije na 100% mane) unutar 5 sekundi;
  - Energy – isto kao za manu (ako champion koristi energiju umjesto mane);
  - Energy regeneration – isto kao za Mana regeneration (ako champion koristi energiju umjesto mane).
- Ostali:
  - Range – najveća udaljenost s koje champion može nanositi fizičku štetu običnim napadom (auto attack) – prevedeno domet napada. Količine od 100 do 300 klasificiraju championa u melee kategoriju (napada iz blizine), dok količine od 300 na više klasificiraju championa u ranged kategoriju (napada iz daljine). Iz prijašnjeg teksta, domet turreta je 775 jedinica.
  - Movement speed (MS) - broj jedinica koje champion može prijeći po sekundi. Brzina kretanja championa. Računa se po sljedećoj formuli:[13] {\displaystyle ({\text{osnovna brzina kretanja}}+{\text{brojčani MS bonusi}})\cdot (1+{\text{zbroj svih aditivnih postotnih MS bonusa}})\cdot (1-}
{\displaystyle {\text{najveći omjer usporenja}})\cdot \prod _{i=1}^{N}(1+i{\text{-ti multiplikativni MS bonus}})}

Svi championi imaju 7 slotova (označenih brojevima 1 – 7), u koje stane po jedan završeni (finished) item.
Svaki item poboljšava barem jednu od gore-navedenih vrijednosti. Uz to, itemi mogu (ali ne moraju) imati i druge pasivne i aktivne učinke (efekte) (pasivni se događaju automatski pri ispunjenju nekog uvjeta [npr. pri svakom primljenom udarcu; za svakog ubijenog miniona; pri svakom bačenom abilityju u razmaku od najmanje x sekundi; i slično], dok se aktivni učinci moraju ručno aktivirati pritiskom na broj slota tog itema (1 – 7). Aktivni učinci također često imaju cooldown.
Uz to, učinci mogu imati identifikator UNIQUE (jedinstven): ako se kupe dva ista itema, samo će jedan item primjenjivati UNIQUE efekte, dok će UNIQUE efekti drugog istog itema biti zanemareni (efekti bez modifikatora UNIQUE radit će normalno). Također, neki efekti bit će imenovani; ako se kupe dva (ista ili različita) itema s istim imenovanim efektom, taj efekt bit će jedinstven kroz sve takve iteme. Npr: itemi Guinsoo's Rageblade i Void Staff navode »UNIQUE Passive – DISSOLVE: Grants 15% magic penetration.« Ako se kupe oba itema, champion će i dalje dobiti 15% magic penetration, a ne 30%, jer oba pasiva imaju isto ime. Ako se kupe dva ista navedena itema (npr. dva Void Staffa), događa se isto, jer je imenovani pasivni efekt jedinstven.
Itemi obično nemaju negativnih učinaka.